# Lorenzo Piani (Schauspieler)
Lorenzo Piani (* 19. Januar 1944 in Monfalcone) ist ein italienischer Schauspieler.

## Leben
Piani spielte ab 1968 bis 1980 in annähernd 130 Filmen kleinere und kleine Rollen. Als ein Absolvent des Centro Sperimentale di Cinematografia wurde er oftmals in solchen winzigen Parts eingesetzt, um gesetzliche Vorschriften zu erfüllen. Nahezu alle dieser Auftritte fanden in kommerziell ausgerichteten Genrewerken statt; einige wenige Male arbeitete er auch mit Filmemachern wie Federico Fellini, Marco Ferreri und Luchino Visconti sowie den Taviani-Brüdern zusammen. Zu Beginn der 1970er Jahre sah man Piani häufig in Italowestern, dann in burlesken Erotikkomödien im Decamerone-Stil, schließlich in vielen Poliziottesci. Kollegen, in deren Werken er mehrfach mitspielte, waren Alberto Sordi und Ciccio Ingrassia. Seit spätestens Mitte der 1970er Jahre war er auch für das Theater tätig, so inszenierte er 1976 I masnadieri und war im Ensemble des „Politeama Rossetti di Trieste“ 1982.
Nachdem er offensichtlich bereits zwischen 1980 und 1984 eine filmische Pause genommen hatte, arbeitete er wieder intensiv bis Anfang der 1990er Jahre. Seit 2001 ist er nicht mehr aufgetreten.

## Filmografie (Auswahl)
- 1967: Ein Halleluja für Django (La più grande rapina del West)
- 1968: Himmelfahrtskommando El Alamein (Commandos)
- 1969: Sartana – Töten war sein täglich Brot (Sono Sartana, il vostro becchino)
- 1970: Der Einsame aus dem Westen (Sledge)
- 1971: …E lo chiamarono Spirito Santo
- 1971: Ein Fressen für Django (W Django!)
- 1971: In nome del padre, del figlio e della Colt
- 1971: Quelle sporche anime dannate
- 1971: Uccidi Django… uccidi per primo!!!
- 1972: Allegri becchini… arriva Trinità
- 1972: Bada alla tua pelle Spirito Santo!
- 1972: Una cavalla tutta nuda
- 1972: Djangos blutige Spur (La lunga cavalcata della vendetta)
- 1972: Dein Vergnügen ist auch mein Vergnügen (Il tuo piacere è il mio)
- 1973: Una colt in mano al diavolo
- 1973: Corte marziale
- 1973: Drei Nonnen auf dem Weg zur Hölle (Più forte sorelle)
- 1973: Il giustiziere di Dio
- 1973: Hilfe, ich bin Spitz…e! (Rugantino)
- 1973: Liebe und Anarchie (Film d’amore e d’anarchia – Ovvero “Stamattina alle 10 in via dei Fiori nella nota casa di tolleranza…”)
- 1973: Mamma mia è arrivato Così Sia
- 1973: Tote Zeugen singen nicht (La polizia incrimina la legge assolve)
- 1973: Zahl und stirb (Sei bounty killers per una strage)
- 1974: Amore libero – Free Love
- 1974: Der Berserker (Milano odia: la polizia non può sparare)
- 1974: Der Duft der Frauen (Profumo di donna)
- 1974: Gewalt und Leidenschaft (Gruppo di famiglia in un interno)
- 1974: Hingerissen von einem ungewöhnlichen Schicksal im azurblauen Meer im August (Travolti da un insolito destino nell’azzurro mare d’agosto)
- 1974: Der Tod trägt schwarzes Leder (La polizia chiede auito)
- 1975: Labyrinth des Schreckens (Gatti rossi in un labirinto di vetro)
- 1975: Stetson – Drei Halunken erster Klasse (Il Bianco il Giallo il Nero)
- 1978: Die große Offensive (Il grande attacco)
- 1984: Heißer Schnee (Neige à Capri)
- 1999: Un uomo perbene